# Bracon lissosomus
Bracon lissosomus är en stekelart som beskrevs av Cameron 1909. Bracon lissosomus ingår i släktet Bracon och familjen bracksteklar. Inga underarter finns listade.